# Louis Favre (ingénieur)
 (mai 2015).
Pour les articles homonymes, voir Louis Favre et Favre.
Louis Favre, né le 27 janvier 1826 à Chêne-Thônex (actuelle Chêne-Bourg) et mort le 19 juillet 1879 à Göschenen, est un architecte et entrepreneur suisse, spécialiste des travaux publics, des chemins de fer en particulier, à qui l'on doit entre autres le premier tunnel ferroviaire du Saint-Gothard.

## Biographie
Fils d'un maître charpentier d'origine savoyarde, il quitte en 1845 l'atelier de son père et se trouve reçu comme compagnon charpentier en mars 1846 à Neuilly-sur-Marne.
Puis il suit des cours d'architecture et se forme en autodidacte comme entrepreneur. Entre 1846 et 1851, il travaille avec Jean-Daniel Colladon, ingénieur des chemins de fer, pour la compagnie PLM : à Charenton et sur la ligne reliant Montbart à Dijon entre 1852 et 1853 ; travaux de la Vaise à Lyon en 1854 ; sur la ligne d'Ougney avec un tunnel dans les marnes en 1855 ; sur l'allongement du tunnel du Crédo de la ligne Lyon-Genève, entre 1856 et 1858 ; puis sur les tunnels de Grandvaux et de la Cornallaz sur la ligne Lausanne-Fribourg entre 1858 et 1860.[réf. nécessaire]
En 1863, il achète les carrières de Seyssel et Saint-Paul-Trois-Châteaux puis les revend en 1878 à la Société des carrières du Midi basée à Lyon. De 1863 à 1865, il fait construire pour Henri du Bord l'hôtel de la Paix à Genève où il achète le domaine du Plongeon en 1865 (actuel parc des Eaux-Vives).[réf. nécessaire]
Sur appel d'offres, Louis Favre remporte le concours pour le percement du grand  tunnel ferroviaire du Saint-Gothard lancé en 1872. Mais il s'engage par un contrat inique pour une réalisation de celui-ci en huit ans. Les travaux débutent par le sud à Airolo le 13 septembre 1872, puis par le nord à Göschenen le 24 octobre. Très vite, des problèmes techniques (débits d'eau) et liés à la nature géologique des roches, ralentissent les travaux.[réf. nécessaire]
Sept mois avant l'achèvement du dernier tronçon, le 19 juillet 1879, alors qu'il inspecte le tunnel au kilomètre 3, Favre tombe malade et meurt quelques minutes plus tard d'une insuffisance cardiaque à l'âge de 53 ans. Bien que Favre n'ait pas vécu pour voir la percée, il a eu l'honneur d'être le premier à traverser le tunnel : le 28 février 1880 à 18 h 45, une foreuse a pénétré la paroi rocheuse encore présente par le Sud. Par ce trou, les ouvriers ont tendu à leurs collègues du côté nord une boîte de conserve avec une photo de Favre avec ces mots : « Qui aurait été plus digne d'être le premier à franchir le seuil que Favre, qui était le maître, l'ami et le père de ses employés. Vive le Gothard ! » 
La direction des travaux est reprise pour le compte de l'héritière Madame Marie Augustine Hava, la fille de Louis Favre, par l'ingénieur Édouard Bossi entouré par l'ingénieur Ernest von Stockalper et l'avocat Louis Rambert.  
La planification et la construction sont considérées comme un chef-d'œuvre technique pour l'époque. Le tunnel de quinze kilomètres est percé en sept années et cinq mois, son coût est de dix à douze millions moindre que celui du Mont Cenis.